# Władysław Brodzki
Władysław Brodzki (ur. 17 czerwca 1913 w Niagara Falls, zm. 15 grudnia 2009) – polski redaktor i tłumacz związany z Zakładem Narodowym im. Ossolińskich, nauczyciel i wykładowca, poseł na Sejm PRL VI kadencji (1972–1976).

## Życiorys
Syn Stanisława i Stanisławy. W Polsce międzywojennej ukończył szkołę średnią w Ostrowie Wielkopolskim, był też m.in. słuchaczem Szkoły Podchorążych Piechoty w Komorowie. Wziął udział w wojnie obronnej Polski, w wyniku czego do 1945 przebywał w obozie jenieckim. Po powrocie do kraju pracował jako nauczyciel oraz kształcił się na studiach z dziedziny filologii angielskiej na Uniwersytecie Wrocławskim.
W 1953 rozpoczął pracę w Zakładzie Narodowym im. Ossolińskich w charakterze redaktora, następnie sekretarza wydawnictwa, a od 1959 w charakterze dyrektora ekonomicznego. Opracowywał m.in. Wybór poematów Byrona. Był radnym Rady Narodowej m. Wrocławia i jej wiceprzewodniczącym z ramienia Stronnictwa Demokratycznego. Do SD wstąpił w 1948, w jego strukturach pełnił funkcje wiceprzewodniczącego (1962–1964) Miejskiego Komitetu we Wrocławiu, członka (od 1964) i wiceprzewodniczącego Wojewódzkiego Komitetu we Wrocławiu (od 1971), członka (1965–1969) oraz członka Centralnej Komisji Rewizyjnej (od 1969) Centralnego Komitetu, a także przewodniczącego Miejskiego Komitetu i Powiatowego Komitetu we Wrocławiu (1965–1971).
W 1972 objął mandat posła na Sejm VI kadencji w okręgu Ząbkowice Śląskie. Zasiadał w Komisjach Zdrowia i Kultury Fizycznej oraz Kultury i Sztuki. Po odejściu od pracy parlamentarnej powrócił do Zakładu im. Ossolińskich, pracował tam do lat 90. W charakterze tłumacza z języka angielskiego.
Odznaczony m.in. Krzyżem Kawalerskim i Oficerskim Orderu Odrodzenia Polski, Srebrnym Krzyżem Zasługi oraz Złotą Odznaką „Zasłużony dla Dolnego Śląska”. Pochowany na Cmentarzu Grabiszyńskim we Wrocławiu.